# 文学的及び美術的著作物の保護に関するベルヌ条約
- 知的財産権 > 著作権 > 文学的及び美術的著作物の保護に関するベルヌ条約
- 国際法 > 条約 > 文学的及び美術的著作物の保護に関するベルヌ条約

文学的及び美術的著作物の保護に関するベルヌ条約（ぶんがくてきおよびびじゅつてきちょさくぶつのほごにかんするベルヌじょうやく、フランス語: Convention de Berne pour la protection des œuvres littéraires et artistiques、通称: ベルヌ条約）は、著作者の有する著作権 (狭義の著作権) に関する基本条約である。
1886年にスイスのベルン（「ベルヌ」はフランス語読み）で署名され、翌1887年までに8か国が批准して発効した。その後、複数回の改正を行い、実質的な最終改正は1971年に採択された第6回パリ改正版である。2019年8月現在のベルヌ条約加盟国数は、1886年の原条約が177か国、1971年の第6回パリ改正版が171か国に上る。
ベルヌ条約と関係するものとして、万国著作権条約 (1952年署名・同年発効)、TRIPS協定 (1994年署名・1995年発効)、およびWIPO著作権条約 (1996年署名・2002年発効) の3本が、狭義の著作権に関する主要な多国間条約として知られている。このうちTRIPS協定は「ベルヌ・プラス方式」、WIPO著作権条約は「ベルヌ条約の2階部分」とそれぞれ呼ばれるように、ベルヌ条約を基調としていて補完関係にある。一方の万国著作権条約は、ベルヌ条約の著作権保護水準を満たせず国際的な枠組みから取り残されていた国々との橋渡しを目的としていたものの、後に各国が著作権の国内法を整備してベルヌ条約にも加盟していったことから、21世紀に入って万国著作権条約の法的意義は失われている。
なお、広義の著作権とも呼ばれる著作隣接権はベルヌ条約の対象外となっており、実演家、レコード製作者及び放送機関の保護に関する国際条約 (通称: ローマ条約) などで定められている。また、知的財産権には著作権以外に産業財産権 (特許権や商標権などの総称) もあるが、これらは工業所有権の保護に関するパリ条約 (通称: パリ条約、1883年署名・1884年発効)などでカバーする役割分担となっている。

## 概要

### 条約の特徴
1971年パリ改正版の主な特徴として、次の点が挙げられることが多い。条数のリンク先はウィキソース。
内国民待遇英語: Principle of national treatmentと呼ばれる。条約加盟国は、他の加盟国の著作物に国内の著作物と同等以上の権利保護を与える（5条 (1) など）。外国人の権利につき内国人の権利と異なる定めをすることがあるが（外人法、外国人法）、加盟国の著作物については同等に扱われることになる。ただし、著作権の保護期間については相互主義が許容されており、同盟国は、著作物の本国 (英語: country of origin) において定められる保護期間を超えて保護しなくてもよい（7条 (8)）。
著作権に関する内国民待遇には、狭義の著作権に適用されるベルヌ型と、広義の著作権である著作隣接権に適用されるローマ型がある。ローマ型は、条約に定められた権利のみ内国民待遇を用いるが、ベルヌ型は、たとえ条約で定められていない権利であっても、各国の著作権法などで保護されている権利であれば、内国民待遇の適用範囲に含まれる違いがある。
無方式主義著作権の発生要件について、登録、納入、著作権表示など一定の方式を備えることを要件とする立法例を方式主義という。これに対して著作物が創作された時点で何ら方式を必要とせず著作権の発生を認める立法例を無方式主義 (英語: principle of automatic protection) という。ベルヌ条約は1908年のベルリンでの改正条約で無方式主義を採用した。著作権は著作物の創作時に発生するとし、著作権の発生のためには、登録、納本、著作権表示などの方式（手続き）を必要としないとされた（5条 (2)）。
著作者人格権の保護加盟国に対し、著作権が著作者から他者に移転された後も、人格的権利として著作者が保有する著作者人格権を保護することを求める（6条の2 (1)）。さらに、著作者が死亡した場合においても、少なくとも著作権（財産権）が消滅する時までは、著作者人格権を保護しなければならないとしている（6条の2 (2)）。
遡及効条約締結時以前に作成された著作物にも、遡って保護を与える。狭義の著作権に関する条約4本のうちベルヌ条約、TRIPS協定、WIPO著作権条約の3本は遡及効を採用しているが、万国著作権条約のみ不遡及となっている。
著作権の保護期間原則、加盟国は著作権の保護期間を著作者の生存の間及び死後50年以上としなければならない。ただし、各国内での著作権について直接定めるものではなく、各国の最低限の義務を定めるものであり、7条 (1)で生存の間及び50年と規定した上で、7条 (6)でそれ以上としてもよいと定めている。
しかし、保護期間には例外がある。著作者が変名ないし無名であり、かつ個人を特定できない場合は、死亡日を用いることができないことから、著作物の公表日を起点に50年以上としている。映像著作物の場合は、公表日 (未発表の場合は創作日) から50年以上、また写真の著作物ないし応用美術の著作物の場合は、創作日から25年以上と規定されている。

| 条        | 概要                                                    |
| --------- | ------------------------------------------------------- |
| 第1条     | 条約の目的                                              |
| 第2条     | 保護される著作物の範囲 (二次的著作物や編集著作物を含む) |
| 第2条の2  | 同上                                                    |
| 第3条     | 著作者の定義 (総論)                                     |
| 第4条     | 著作者の定義 (映画著作物および建築著作物)               |
| 第5条     | 保護水準 (内国民待遇、無方式主義など)                   |
| 第6条     | 条約非加盟国                                            |
| 第6条の2  | 著作者人格権                                            |
| 第7条     | 保護期間 (総論)                                         |
| 第7条の2  | 保護期間 (共同著作物)                                   |
| 第8条     | 翻訳権                                                  |
| 第9条     | 複製権                                                  |
| 第10条    | 著作物の公正な利用 (引用など)                           |
| 第10条の2 | 同上                                                    |
| 第11条    | 上演権                                                  |
| 第11条の2 | 公衆送信権                                              |
| 第11条の3 | 口述権                                                  |
| 第12条    | 翻案権                                                  |
| 第13条    | 録音権                                                  |
| 第14条    | 映画著作物に関する支分権                                |
| 第14条の2 | 同上                                                    |
| 第14条の3 | 美術著作物、作詞・作曲に関する追及権                    |
| 第15条    | 著作者の定義 (変名・無名著作物、共同著作物)             |
| 第16条    | 著作権侵害と救済                                        |
| 第17条    | 同上                                                    |
| 第18条    | 保護期間切れの著作物 (パブリックドメイン)               |
| 第19条    | 加盟各国法との関係                                      |
| 第20条    | 取極による追加保護                                      |
| 第21条    | 附属書 (発展途上国の特別規定) の作成目的                |
| 第22-26条 | 加盟国による総会                                        |
| 第27条    | 条約改正手続                                            |
| 第28-31条 | 条約の署名、批准、加入、寄託手続                        |
| 第32条    | 原条約および過去改正との関係                            |
| 第33条    | 条文解釈を巡る国家紛争解決 (国際司法裁判所への付託)     |
| 第34条    | 原条約および過去改正との関係                            |
| 第35条    | 条約の有効期限と廃棄                                    |
| 第36条    | 加盟各国の憲法などの尊重                                |
| 第37条    | 条文の公式言語                                          |
| 第38条    | ストックホルム改正の特別規定、および事務局の役割        |
| 附属書    | 発展途上国に関する特別措置など                          |

### 国際的な著作物の準拠法
国際的に流通する著作物をどの国の著作権法で保護するかについては、複数の学説が少なくとも20世紀前半から存在しており、21世紀に入ってからも議論は続いている。
例えば、共にベルヌ条約加盟国であるドイツと日本を例にとると、ドイツ人作家の小説が日本で販売されれば日本の著作権法で保護し、逆に日本人作家のマンガがドイツで販売されればドイツの著作権法で保護される。これは、ベルヌ条約5条 (2) で「保護の範囲及び著作者の権利を保全するため著作者に保障される救済の方法は、この条約の規定によるほか、専ら、保護が要求される同盟国の法令の定めるところによる」と規定されてからである。つまり、著作物の利用が著作権侵害になるか否か、著作権保護の方法などに関する準拠法（著作権の準拠法）は、著作物の「利用行為地」によると理解される。この原則は属地主義と呼ばれているが、インターネットなどの普及により、何をもって利用行為地とみなすか曖昧さが生じていることから、伝統的なベルヌ条約上で解釈される属地主義と、新技術に対応したTRIPS協定などの属地主義が同じ前提条件なのか、疑問が呈されている。
この利用行為地の定義問題に加えて、著作権ならではの難しさが存在する。方式主義を採用している特許権の場合は、1つの発明であっても、各国でそれぞれ特許申請して個別に保護される。そのため、特許を認めた国の法律に準拠して特許侵害を裁くこととなり、比較的シンプルである。ところが著作権は特許権などとは異なり、ベルヌ条約で無方式主義を採用していることから、どこかの国に著作物を登録せずとも著作権が自然発生し、国際的な著作権侵害が生じた際にどの国の著作権法で裁くかが問題になる。
これについては、日本の判例によると登録国法ないし保護国法を採用しており、またベルヌ条約第5条 (2) の規定から、学説では保護国法が支持されている。ところがこの「保護国法」をどのように解釈するかで学説が分かれている。保護国法と法廷地法を同一視する説と、区別する説である。法廷地法とは、著作権者が著作権侵害に遭った場合、どこの国の裁判所に提訴したかで準拠する国の法律を決める考え方である。しかし、著作権者の国籍・住所・実際の居住地など別要素も考慮すべきであり、ベルヌ条約第5条 (2) の文言から単純に、保護国法や法廷地法を導き出すことに対し、理論的な弱さも指摘されている。
また裁判を通じて、侵害行為に対して差止請求や損害賠償を求めていくことになるが、これが国をまたいでいる場合、ある国の裁判所がどこまで差止や賠償を命じることができるのかも問題となり、様々な学説が存在する。

### 国際紛争の事例と解決手段
現実に起こった紛争事例として、「全米作家協会他対Google裁判」を紹介する。本件では、Googleブックスが世界中の書籍を無断でデジタルスキャンしてインターネット上に公開していたことから、米国の著作権擁護団体などが2005年、米国・ニューヨークで集団訴訟を申し立てた事件である。本件を担当する米国の裁判所が、米国著作権法に準拠して著作権者とGoogleの和解を取り持つことで、逆にGoogleの電子書籍市場における独占が強まり、米国外の市場にまで影響を及ぼすことが懸念された。これを受け、フランスやドイツの政府当局が米国の裁判所に対し、和解案を棄却するよう意見書を提出する事態へと発展した。
このような国家間の紛争に発展しうるケースを、ベルヌ条約はどのように想定しているか。1971年の第6回パリ改正により第33条が追加され、紛争当事国が国際司法裁判所へ付託することができると規定された。また、著作権の姉妹にあたる特許権などの産業財産権も同様に、パリ条約にて国際司法裁判所への付託が定められている。しかしながらこれらの規定が整備されてから30年以上の間、著作権に限らず全ての知的財産に関して、国際司法裁判所に付託された紛争は1件もない。その理由として、国際司法裁判所が必ずしも知的財産権に詳しい専門家を配置しているわけではないことに加え、各国が私人間の紛争を国際司法裁判所に付託することに慎重な態度をとってきたことが考えられる。
この紛争解決能力の弱さは、TRIPS協定によって補完されている。TRIPS協定は世界貿易機関 (WTO) 設立の際に定められた条約であり、WTO加盟国間で紛争が発生した場合、WTOの紛争処理機関に解決を付託することができる。TRIPS協定では具体的に、差止命令や損害賠償などの救済方法に関する規定 (第44条 - 第46条)、侵害に対する暫定措置の保障 (第50条)、国境措置に関する特別要件 (第51条 - 第60条) などが設けられている。そして、実際にWTOの紛争処理機関に持ち込まれた知的財産関連の紛争件数は、1996年から2000年の間に計23件、2001年から2007年の間に計3件となっている。

## 歴史

### 原条約成立までの歴史
ベルヌ条約の原条約が成立する過程で、フランスが果たした役割は大きい。
世界初の本格的な著作権法としては、英米法を採用するイギリスで1710年にアン法が成立している。しかしアン法は、著作権保護の対象を書物に限定していた。つづいて大陸法諸国においては、フランス革命中の1791年および1793年にフランスで著作権法が初めて成立している。フランスの1791年法は劇場著作物に限定されていたが、1793年法によってあらゆる文章、作曲、絵画および図案が保護対象に追加され、1791年法と併存する形をとった。これ以降、欧州大陸の諸国はフランス著作権法の概念を部分的に導入していくこととなる。
しかしながら、19世紀の欧州大陸において最も使用頻度が高い言語がフランス語であったことから、フランス語の著作物がフランス国外で海賊版として大量に複製され、それがフランスに逆輸入される事態も発生した。特に19世紀初頭まではベルギーのブリュッセルが海賊行為の拠点であり、フランスの著作者はベルギーのほか、オランダ、スイス、ドイツの海賊版から被害を受けた。また、英語圏のイギリスでも、英語著作物がアメリカ合衆国で無断・無償で流通し、著作者に印税やライセンス料が入らない事態が発生していたことから、1800年から1860年代までの米国は「海賊版出版時代」(The Great Age of Piracy) と呼ばれていた。つまり、外国著作物の海賊版を不正行為とは認めていない欧米諸国が多かったことから、フランスとイギリスの著作者が特に被害を受ける状況にあった。
こうした背景から、フランスはまず二国間条約を締結し、自国著作者の国外保護に取り組むことになる。フランスはサルジニア (1843年)、イギリス (1851年)、ポルトガル (1851年・1866年)、ハノーバー (1851年)、ベルギー (1852年・1861年・1880年)、スペイン (1853年・1880年)、オランダ (1855年・1858年)、ドイツ (1883年)、スイス (1864年)、オーストリア (1866年・1885年)、デンマーク (1858年・1866年)、イタリア (1862年・1869年) とそれぞれ二国間条約を締結している。しかし二国間条約の場合、保護水準の低い国、すなわち文化の輸入国に合わせて締結内容が定められるため、保護水準が高く、文化の輸出国であったフランスは、国内と比較して国外でのフランス著作物の保護が十分ではなかった。
たとえば当時の一部の国では、自国民が外国で著作物を発行した場合、内国民としての保護を排除していた。著作権の発生要件または訴訟前提条件として、登録または納本手続を必要とする方式主義を採用していた国もあった。翻訳権や、小説の劇化といった翻案権を認めていない国もあった。またはこれらの権利を認めていても、方式主義を採用していたことから、実質的に機能しきれていない国があった。翻訳権の保護期間も、登録から3か月で失効する国もあった。また、出版権は認めるが、発行物に上演権と演奏権を留保すると表示していない場合、他者が無断で上演・演奏できた国もある。新聞を他者が複製する自由が一部では認められていた。そもそも、各国の権利保護期間にもバラつきがあり、国際的な統一の必要性があった。
こうした中、著作権の国際的な保護を協議すべく、1858年9月に「文学的美術的所有権会議」がブリュッセルで非公式に開催された。さらに、1878年のパリ万国博覧会を契機に、フランス政府の呼びかけによって各国の学者・美術家・文学者・出版業界の代表者が集まり、著作権に関する会合が持たれた。この会合の結果、フランスの文豪であり政治家でもあったヴィクトル・ユーゴーを名誉会長とした国際文芸協会 (後の国際著作権法学会 (略称: ALAI)) が創設された。また、のちのベルヌ条約として具現化することとなる国際条約の起草・締結の必要性を、当会合からフランス政府に要請することとなった。その後、国際文芸協会による1883年9月の会合で、内国民待遇と遡及効を盛り込んだ条約案が採択された。
これ以降は、各国政府による公式な外交協議へと移った。第1回ベルヌ公式会議 (1884年9月)、および第2回ベルヌ公式会議 (1885年9月)を経て、第3回ベルヌ公式会議 (1886年9月) でベルヌ条約の条文が固まり、10か国が調印し、うち8か国が批准して、翌年1887年12月7日にベルヌ条約は発効した。ベルヌ条約の原署名国はベルギー、フランス、ドイツ、イギリス、ハイチ、イタリア、スペイン、スイス、チュニジア、リベリアの10か国 (うちリベリアとハイチは署名のみで批准せず) と少ないが、イタリアとスペインは植民地にも適用し、イギリスも植民地および保護国を含むとしたことから、世界の広域をカバーした国際条約の成立であった。
なお、ロシアをベルヌ条約の枠組に取り入れようと何度も試みたが、失敗に終わっている。当時のロシアは、多国間条約であるベルヌ条約だけでなく、文学的所有権に関するすべての条約を排除していた。

### 改正内容の概括
1886年署名・1887年発効の原条約 (ベルン) では、すでに内国民待遇が盛り込まれていた。しかし今日と異なり、著作権の保護期間は本源国の著作権法で定めた年数を超えることはできず、また翻訳の保護期間は、著作物の発行から10年までしか認められていなかった。また、方式主義と無方式主義については定めはなく、各国の著作権法の規定に準じていた。以降の改正ポイントについてまとめていく。
1896年第1回改正 (パリ)
ルクセンブルクやノルウェーなどが追加加盟して14か国に達していた。主な改正ポイントは、遺作も保護対象に追加にした点、および同盟国民でなくとも同盟国内で最初に発行すれば保護対象に含めた点である。
1908年第2回改正 (ベルリン)
前回改正時以降、日本、デンマーク、スウェーデン、リベリアが追加加盟していた。主な改正ポイントとしては、無方式主義を義務化したことに加え、保護期間を死後50年に延伸したほか、原条約で定められていた翻訳権の制限条件を廃止した点などが挙げられる。
1914年の追加議定書
同盟18か国が署名している。この追加議定書では、非同盟国が同盟国の著作者による著作物を十分保護しなければ、相手国の著作物も保護しないとの内容を追加された。その背景として、ベルヌ条約非同盟国である米国に対し、ベルヌ条約同盟国である英国が片務的だとして不満を抱いていたことが挙げられる。非同盟の米国著作者が、英国やその植民地で最初に著作物を発行した場合は、英国などは著作権保護の義務を負っていた。その一方で、米国は1891年に通称チェース法を成立させ、著作物の製造条項を設けていた。この製造条項により、米国民以外が米国外で印刷したものを米国に輸出販売できなかった。1909年の米国著作権法改正により、製造条項の部分廃止がなされたものの、この部分廃止から英語著作物は除外されていたことから、英国の著作物は製造条項の制約を受け続けた。
1928年第3回改正 (ローマ)
オーストリア、オーストラリア、ブラジル、カナダ、インドなどが新規加盟し、加盟国は17か国から36か国に増えていた。主な改正ポイントは、口述著作物の保護明記 (ラジオ普及に伴う)、著作者人格権を明記 (ただし権利行使は国内法にて定め、かつ死後の権利存続には触れられず)、共同著作物の権利保護期間を最終死亡者起点で算出、映画化権の規定適正化などである。
1948年第4回改正 (ブリュッセル)
第二次世界大戦後の初改正であり、加盟国数は40か国と微増に止まった。ただし、当改正の会合には非同盟国からはアルゼンチン、チリ、中国、米国など18か国、またUNESCOもオブザーバーとして参加している。主な改正ポイントは、応用美術（地理学、地形学、建築学、その他科学に関する地図、図解、略図、模型）を著作物の保護対象として追加すること、時事報道のための複製条項 (10条の2) にて国内法に委ねること、ラジオなどの公衆伝達権の許諾と媒体固定の許諾を別途必要とすること、朗読権の許諾を明記したこと、加盟国間の紛争に関し国際司法裁判所の管轄権を規定したこと (27条の2) などである。
1967年第5回改正 (ストックホルム)
改正ポイントとしては、未発行著作物も保護対象に含めること、同盟国民だけでなく同盟国の居住者も著作物保護の対象に含めること、媒体への固定要件を一部緩和したこと、著作者人格権の保護を著作者の死後も永続すると明記したこと、著作権保護期間を映画著作物は発行から50年とし、応用美術と写真は創作から25年に定めたこと、映画著作物の利用に関する規定を設けたこと、そして発展途上国に関する附属書を追加で盛り込んだことが挙げられる。しかしながらこれらを実体的に定めた第1条から第20条、および発展途上国向けの附属書は発効に必要な批准国数に満たなかったため、第22条から第38条の条約管理・運営に関する規定のみ発効している。その背景には、1950年代の国際的な植民地独立によって世界の著作権法に格差が生まれたことが挙げられる。ストックホルム改正の協議時点でベルヌ条約総加盟国数の1/3が発展途上国で占められ、また、加盟58か国中16か国は最新版の第4回ブリュッセル改正版を批准・加入していなかったことがある。
1971年に第6回改正 (パリ)
特に発展途上国に関する附属書は、第5回ストックホルム版から修正が加えられ、発展途上国向けの特別措置が講じられている。一方、全加盟国に適用される第1条から第20条は、第5回ストックホルム版をそのまま踏襲した。
その後、条約の管理・運営規定の修正のみ1979年に発生しているものの、著作権保護の実質法については、第6回パリ改正版が最終である。

### ベルヌ条約の限界
1979年以降に追加改正が発生していない理由として、発展途上国の加盟増加に伴う、先進国と発展途上国の利害対立が挙げられる。この対立構造を受け、ベルヌ条約をこれ以上改正するのではなく、著作権の保護水準を高めることができる国に限定して、ベルヌ条約とは別個の条約を追加作成する方針にWIPOは転換した。こうして「ベルヌ条約の2階部分」と呼ばれるWIPO著作権条約 (1996年署名・2002年発効) が整備され、特にデジタル著作物の保護が強化されるに至った。
その後も包括的な国際条約ではなく、地域協定ないし二国間条約の中に著作権保護が謳われる機会が劇的に増えた。たとえばTRIPS協定はWTO加盟国に自動的に適用されるが、WTOは人口や経済力の大小に関わらず、加盟各国が平等に議決権を有している。こうした理由から特に先進国は、ベルヌ条約やTRIPS協定といった包括的な国際条約ではなく、地域協定や二国間条約といった個別条約を通じ、貿易法や税関法、人権法といった著作権に関連する総合的な観点から、自国に有利な条件を引き出し自国の利益確保に務めている。
このような個別協定を積極的に進めている国・地域として、アメリカ合衆国 (米国) と欧州連合 (EU) が挙げられる。米国は2010年までに少なくとも17本の自由貿易協定 (FTA) を他国との間で締結しており、貿易摩擦の解消と自由貿易促進の文脈で、知的財産権保護についてもFTAに規定を設けている。知的財産に関するFTA上での規定は「TRIPSプラス」とも呼ばれている。EUにおいても、EU加盟国すべてがベルヌ条約に加盟済であるほか、EUとしてWTOに加盟していることから、ベルヌ条約やTRIPS協定といった多国間条約の遵守はあくまで最低限であり、EU法の下でより高水準の著作権保護を求められている。

### 加盟国と施行時期の一覧
ベルヌ条約の原条約ないし改正条約のいずれかに加盟している国・地域の国内施行日一覧 (2019年8月現在)
| 国・地域名                       | 原条約         | 第1回改正      | 第2回改正      | 追加議定書     | 第3回改正      | 第4回改正      | 第5回改正      | 第6回改正      |
| -------------------------------- | -------------- | -------------- | -------------- | -------------- | -------------- | -------------- | -------------- | -------------- |
| アイスランド                     | 1947年9月7日   | 未             | 未             | 未             | 1947年9月7日   | 署名のみ       | 署名のみ       | 1999年8月25日  |
| アイルランド                     | 1927年10月5日  | 未             | 1927年10月5日  | 1927年10月5日  | 1935年6月11日  | 1959年7月5日   | 1970年12月21日 | 2005年3月2日   |
| アゼルバイジャン                 | 1999年6月4日   | 未             | 未             | 未             | 未             | 未             | 未             | 1999年6月4日   |
| アフガニスタン                   | 2018年6月2日   | 未             | 未             | 未             | 未             | 未             | 未             | 未             |
| アメリカ合衆国                   | 1989年3月1日   | 未             | 未             | 未             | 未             | 未             | 未             | 1989年3月1日   |
| アラブ首長国連邦                 | 2004年7月14日  | 未             | 未             | 未             | 未             | 未             | 未             | 2004年7月14日  |
| アルジェリア                     | 1998年4月19日  | 未             | 未             | 未             | 未             | 未             | 未             | 1998年4月19日  |
| アルゼンチン                     | 1967年6月10日  | 未             | 未             | 未             | 未             | 1967年6月10日  | 留保           | 2000年2月19日  |
| アルバニア                       | 1994年3月6日   | 未             | 未             | 未             | 未             | 未             | 未             | 1994年3月6日   |
| アルメニア                       | 2000年10月19日 | 未             | 未             | 未             | 未             | 未             | 未             | 2000年10月19日 |
| アンティグア・バーブーダ         | 2000年3月17日  | 未             | 未             | 未             | 未             | 未             | 未             | 2000年3月17日  |
| アンドラ公国                     | 2004年6月2日   | 未             | 未             | 未             | 未             | 未             | 未             | 2004年6月2日   |
| イエメン                         | 2008年7月14日  | 未             | 未             | 未             | 未             | 未             | 未             | 未             |
| イギリス                         | 1887年12月5日  | 1897年12月9日  | 1912年7月1日   | 1915年4月20日  | 1931年8月1日   | 1957年12月15日 | 1970年1月29日  | 1990年1月2日   |
| イスラエル                       | 1950年3月24日  | 未             | 未             | 未             | 1950年3月24日  | 1951年8月1日   | 1970年1月29日  | 2004年1月1日   |
| イタリア                         | 1887年12月5日  | 1897年12月9日  | 1914年12月23日 | 1930年2月20日  | 1931年8月1日   | 1953年7月12日  | 署名のみ       | 1979年11月14日 |
| インド                           | 1928年4月1日   | 未             | 1928年4月1日   | 未             | 1931年8月1日   | 1958年10月21日 | 署名のみ       | 1975年1月10日  |
| インドネシア                     | 1997年9月5日   | 未             | 未             | 未             | 1949年12月27日 | 未             | 未             | 1997年9月5日   |
| ウクライナ                       | 1995年10月25日 | 未             | 未             | 未             | 未             | 未             | 未             | 1995年10月25日 |
| ウズベキスタン                   | 2005年4月19日  | 未             | 未             | 未             | 未             | 未             | 未             | 2005年4月19日  |
| ウルグアイ                       | 1967年7月10日  | 未             | 未             | 未             | 未             | 1967年7月10日  | 未             | 1979年12月28日 |
| エクアドル                       | 1991年10月9日  | 未             | 未             | 未             | 未             | 未             | 未             | 1991年10月9日  |
| エジプト                         | 1977年6月7日   | 未             | 未             | 未             | 未             | 未             | 未             | 1977年6月7日   |
| エストニア                       | 1994年10月26日 | 未             | 1927年6月9日   | 1927年6月9日   | 未             | 未             | 未             | 1994年10月26日 |
| エスワティニ (旧スワジランド)    | 1998年12月14日 | 未             | 未             | 未             | 未             | 未             | 未             | 1998年12月14日 |
| エルサルバドル                   | 1994年2月19日  | 未             | 未             | 未             | 未             | 未             | 未             | 1994年2月19日  |
| オーストラリア                   | 1928年4月14日  | 未             | 1928年4月14日  | 未             | 1935年1月18日  | 1969年6月1日   | 1972年8月25日  | 1978年3月1日   |
| オーストリア                     | 1920年10月1日  | 未             | 1920年10月1日  | 1920年10月1日  | 1936年7月1日   | 1953年10月14日 | 1973年8月18日  | 1982年8月21日  |
| オマーン                         | 1999年7月14日  | 未             | 未             | 未             | 未             | 未             | 未             | 1999年7月14日  |
| オランダ                         | 1912年11月1日  | 未             | 1912年11月1日  | 1915年4月20日  | 1931年8月1日   | 1973年1月7日   | 留保           | 1975年1月10日  |
| ガーナ                           | 1991年10月11日 | 未             | 未             | 未             | 未             | 未             | 未             | 1991年10月11日 |
| カーボベルデ                     | 1997年7月7日   | 未             | 未             | 未             | 未             | 未             | 未             | 1997年7月7日   |
| ガイアナ                         | 1994年10月25日 | 未             | 未             | 未             | 未             | 未             | 未             | 1994年10月25日 |
| カザフスタン                     | 1999年4月12日  | 未             | 未             | 未             | 未             | 未             | 未             | 1999年4月12日  |
| カタール                         | 2000年7月5日   | 未             | 未             | 未             | 未             | 未             | 未             | 2000年7月5日   |
| カナダ                           | 1928年4月10日  | 未             | 1928年4月10日  | 未             | 1931年8月1日   | 署名のみ       | 1970年7月7日   | 1998年6月26日  |
| ガボン                           | 1962年3月26日  | 未             | 未             | 未             | 未             | 1962年3月26日  | 署名のみ       | 1975年6月10日  |
| カメルーン                       | 1960年1月1日   | 未             | 未             | 未             | 未             | 1960年1月1日   | 署名のみ       | 1974年10月10日 |
| ガンビア                         | 1993年3月7日   | 未             | 未             | 未             | 未             | 未             | 未             | 1993年3月7日   |
| 北朝鮮                           | 2003年4月28日  | 未             | 未             | 未             | 未             | 未             | 未             | 2003年4月28日  |
| 北マケドニア                     | 1991年9月8日   | 未             | 未             | 未             | 留保           | 署名のみ       | 留保           | 1991年9月8日   |
| ギニア共和国                     | 1980年11月20日 | 未             | 未             | 未             | 未             | 未             | 未             | 1980年11月20日 |
| ギニアビサウ                     | 1991年7月22日  | 未             | 未             | 未             | 未             | 未             | 未             | 1991年7月22日  |
| キプロス                         | 1960年8月16日  | 未             | 未             | 未             | 1960年8月16日  | 未             | 未             | 1983年7月27日  |
| キューバ                         | 1997年2月20日  | 未             | 未             | 未             | 未             | 未             | 未             | 1997年2月20日  |
| ギリシャ                         | 1920年11月9日  | 未             | 1920年11月9日  | 1924年3月10日  | 1932年2月25日  | 1957年1月6日   | 署名のみ       | 1976年3月8日   |
| キリバス                         | 2018年1月2日   | 未             | 未             | 未             | 未             | 未             | 未             | 2018年1月2日   |
| キルギス                         | 1999年7月8日   | 未             | 未             | 未             | 未             | 未             | 未             | 1999年7月8日   |
| グアテマラ                       | 1997年7月28日  | 未             | 未             | 未             | 未             | 未             | 未             | 1997年7月28日  |
| クウェート                       | 2014年12月2日  | 未             | 未             | 未             | 未             | 未             | 未             | 2014年12月2日  |
| クック諸島                       | 2017年8月3日   | 未             | 未             | 未             | 未             | 未             | 未             | 2017年8月3日   |
| グレナダ                         | 1998年9月22日  | 未             | 未             | 未             | 未             | 未             | 未             | 1998年9月22日  |
| クロアチア                       | 1991年10月8日  | 未             | 未             | 未             | 留保           | 留保           | 留保           | 1991年10月8日  |
| ケニア                           | 1993年6月11日  | 未             | 未             | 未             | 未             | 未             | 未             | 1993年6月11日  |
| コートジボワール                 | 1962年1月1日   | 未             | 未             | 未             | 未             | 1962年1月1日   | 署名のみ       | 1974年5月4日   |
| コスタリカ                       | 1978年6月10日  | 未             | 未             | 未             | 未             | 未             | 未             | 1978年6月10日  |
| コモロ連合                       | 2005年4月17日  | 未             | 未             | 未             | 未             | 未             | 未             | 2005年4月17日  |
| コロンビア                       | 1988年3月7日   | 未             | 未             | 未             | 未             | 未             | 未             | 1988年3月7日   |
| コンゴ共和国                     | 1960年8月15日  | 未             | 未             | 未             | 未             | 1960年8月15日  | 未             | 1975年12月5日  |
| コンゴ民主共和国                 | 1960年6月30日  | 未             | 未             | 未             | 未             | 1960年6月30日  | 署名のみ       | 1975年1月31日  |
| サウジアラビア                   | 2004年3月11日  | 未             | 未             | 未             | 未             | 未             | 未             | 2004年3月11日  |
| サモア                           | 2006年7月21日  | 未             | 未             | 未             | 未             | 未             | 未             | 2006年7月21日  |
| サントメ・プリンシペ             | 2016年6月14日  | 未             | 未             | 未             | 未             | 未             | 未             | 2016年6月14日  |
| ザンビア                         | 1992年1月2日   | 未             | 未             | 未             | 未             | 未             | 未             | 未             |
| ジブチ                           | 2002年5月13日  | 未             | 未             | 未             | 未             | 未             | 未             | 2002年5月13日  |
| ジャマイカ                       | 1994年1月1日   | 未             | 未             | 未             | 未             | 未             | 未             | 1994年1月1日   |
| ジョージア                       | 1995年5月16日  | 未             | 未             | 未             | 未             | 未             | 未             | 1995年5月16日  |
| シリア                           | 2004年6月11日  | 未             | 未             | 未             | 1933年12月24日 | 署名のみ       | 未             | 2004年6月11日  |
| シンガポール                     | 1998年12月21日 | 未             | 未             | 未             | 未             | 未             | 未             | 1998年12月21日 |
| ジンバブエ                       | 1980年4月18日  | 未             | 未             | 未             | 1980年4月18日  | 未             | 未             | 未             |
| スイス                           | 1887年12月5日  | 1897年12月9日  | 1910年9月9日   | 1915年4月20日  | 1931年8月1日   | 1956年1月2日   | 1970年5月4日   | 1993年9月25日  |
| スウェーデン                     | 1904年8月1日   | 1904年8月1日   | 1920年1月1日   | 1920年1月1日   | 1931年8月1日   | 1961年7月1日   | 1970年1月29日  | 1974年10月10日 |
| スーダン                         | 2000年12月28日 | 未             | 未             | 未             | 未             | 未             | 未             | 2000年12月28日 |
| スペイン                         | 1887年12月5日  | 1897年12月9日  | 1910年9月9日   | 1915年4月20日  | 1933年4月23日  | 1951年8月1日   | 1970年1月29日  | 1974年2月19日  |
| スリナム                         | 1977年2月23日  | 未             | 未             | 未             | 未             | 未             | 未             | 1977年2月23日  |
| スリランカ                       | 1948年2月4日   | 未             | 未             | 未             | 1948年2月4日   | 未             | 未             | 1978年9月23日  |
| スロバキア                       | 1993年1月1日   | 未             | 未             | 未             | 未             | 未             | 留保           | 1993年1月1日   |
| スロベニア                       | 1991年6月25日  | 未             | 未             | 未             | 留保           | 留保           | 留保           | 1991年6月25日  |
| 赤道ギニア                       | 1997年6月26日  | 未             | 未             | 未             | 未             | 未             | 未             | 1997年6月26日  |
| セネガル                         | 1962年8月25日  | 未             | 未             | 未             | 未             | 1962年8月25日  | 1970年1月29日  | 1975年8月12日  |
| セルビア                         | 1992年4月27日  | 未             | 未             | 未             | 留保           | 留保           | 留保           | 1992年4月27日  |
| セントクリストファー・ネイビス   | 1995年4月9日   | 未             | 未             | 未             | 未             | 未             | 未             | 1995年4月9日   |
| セントビンセント・グレナディーン | 1995年8月29日  | 未             | 未             | 未             | 未             | 未             | 未             | 1995年8月29日  |
| セントルシア                     | 1993年8月24日  | 未             | 未             | 未             | 未             | 未             | 未             | 1993年8月24日  |
| ソロモン諸島                     | 2019年7月4日   | 未             | 未             | 未             | 未             | 未             | 未             | 2019年7月4日   |
| 大韓民国                         | 1996年8月21日  | 未             | 未             | 未             | 未             | 未             | 未             | 1996年8月21日  |
| タイ王国                         | 1931年7月17日  | 未             | 1931年7月17日  | 1931年7月17日  | 未             | 未             | 未             | 1995年9月2日   |
| タジキスタン                     | 2000年3月9日   | 未             | 未             | 未             | 未             | 未             | 未             | 2000年3月9日   |
| タンザニア                       | 1994年7月25日  | 未             | 未             | 未             | 未             | 未             | 未             | 1994年7月25日  |
| チェコ                           | 1993年1月1日   | 未             | 未             | 未             | 未             | 未             | 留保           | 1993年1月1日   |
| チャド                           | 1971年11月25日 | 未             | 未             | 未             | 未             | 1971年11月25日 | 1971年11月25日 | 未             |
| 中央アフリカ共和国               | 1977年9月3日   | 未             | 未             | 未             | 未             | 未             | 未             | 1977年9月3日   |
| 中国                             | 1992年10月15日 | 未             | 未             | 未             | 未             | 未             | 未             | 1992年10月15日 |
| チュニジア                       | 1887年12月5日  | 1897年12月9日  | 1910年9月9日   | 1920年4月23日  | 1933年12月22日 | 1952年5月22日  | 署名のみ       | 1975年8月16日  |
| チリ                             | 1970年6月5日   | 未             | 未             | 未             | 未             | 1970年6月5日   | 留保           | 1975年7月10日  |
| ツバル                           | 2017年6月2日   | 未             | 未             | 未             | 未             | 未             | 未             | 2017年6月2日   |
| デンマーク                       | 1903年7月1日   | 1903年7月1日   | 1912年7月1日   | 1915年4月20日  | 1933年9月16日  | 1962年2月19日  | 1970年5月4日   | 1979年6月30日  |
| ドイツ                           | 1887年12月5日  | 1897年12月9日  | 1910年9月9日   | 1919年10月17日 | 1933年10月21日 | 1966年10月10日 | 1970年9月19日  | 1974年10月10日 |
| トーゴ                           | 1975年4月30日  | 未             | 未             | 未             | 未             | 未             | 未             | 1975年4月30日  |
| ドミニカ共和国                   | 1997年12月24日 | 未             | 未             | 未             | 未             | 未             | 未             | 1997年12月24日 |
| ドミニカ国                       | 1999年8月7日   | 未             | 未             | 未             | 未             | 未             | 未             | 1999年8月7日   |
| トリニダード・トバゴ             | 1988年8月16日  | 未             | 未             | 未             | 未             | 未             | 未             | 1988年8月16日  |
| トルクメニスタン                 | 2016年5月29日  | 未             | 未             | 未             | 未             | 未             | 未             | 2016年5月29日  |
| トルコ                           | 1952年1月1日   | 未             | 1931年6月20日  | 1931年6月20日  | 未             | 1952年1月1日   | 留保           | 1996年1月1日   |
| トンガ                           | 2001年6月14日  | 未             | 未             | 未             | 未             | 未             | 未             | 2001年6月14日  |
| ナイジェリア                     | 1993年9月14日  | 未             | 未             | 未             | 未             | 未             | 未             | 1993年9月14日  |
| ナミビア                         | 1990年3月21日  | 未             | 1990年3月21日  | 未             | 未             | 未             | 未             | 1993年12月24日 |
| ニウエ                           | 2016年9月24日  | 未             | 未             | 未             | 未             | 未             | 未             | 2016年9月24日  |
| ニジェール                       | 1960年8月3日   | 未             | 未             | 未             | 未             | 1960年8月3日   | 署名のみ       | 1975年5月21日  |
| 日本                             | 1899年7月15日  | 1899年7月15日  | 1910年9月9日   | 1915年4月20日  | 1931年8月1日   | 1974年7月12日  | 署名のみ       | 1975年4月24日  |
| ニュージーランド                 | 1928年4月24日  | 未             | 1928年4月24日  | 未             | 1947年12月4日  | 署名のみ       | 未             | 2019年3月17日  |
| ネパール                         | 2006年1月11日  | 未             | 未             | 未             | 未             | 未             | 未             | 2006年1月11日  |
| ノルウェー                       | 1896年4月13日  | 1897年9月9日   | 1910年9月9日   | 1920年2月28日  | 1931年8月1日   | 1963年1月28日  | 署名のみ       | 1995年10月11日 |
| バーレーン                       | 1997年3月2日   | 未             | 未             | 未             | 未             | 未             | 未             | 1997年3月2日   |
| ハイチ                           | 1996年1月11日  | 1898年1月17日  | 1910年9月9日   | 署名のみ       | 未             | 未             | 未             | 1996年1月11日  |
| パキスタン                       | 1948年7月5日   | 未             | 未             | 未             | 1948年7月5日   | 署名のみ       | 1970年1月29日  | 未             |
| バチカン                         | 1935年9月12日  | 未             | 未             | 未             | 1935年9月12日  | 1951年8月1日   | 署名のみ       | 1975年4月24日  |
| パナマ                           | 1996年6月8日   | 未             | 未             | 未             | 未             | 未             | 未             | 1996年6月8日   |
| バヌアツ                         | 2012年12月27日 | 未             | 未             | 未             | 未             | 未             | 未             | 2012年12月27日 |
| バハマ                           | 1973年7月10日  | 未             | 未             | 未             | 未             | 1973年7月10日  | 未             | 1977年1月8日   |
| パラグアイ                       | 1992年1月2日   | 未             | 未             | 未             | 未             | 未             | 未             | 1992年1月2日   |
| バルバドス                       | 1983年7月30日  | 未             | 未             | 未             | 未             | 未             | 未             | 1983年7月30日  |
| ハンガリー                       | 1922年2月14日  | 未             | 1922年2月14日  | 1922年2月14日  | 1931年8月1日   | 署名のみ       | 署名のみ       | 1974年10月10日 |
| バングラデシュ                   | 1999年5月4日   | 未             | 未             | 未             | 未             | 未             | 未             | 1999年5月4日   |
| フィジー                         | 1970年10月10日 | 未             | 未             | 未             | 未             | 1970年10月10日 | 1972年3月15日  | 未             |
| フィリピン                       | 1951年8月1日   | 未             | 未             | 未             | 未             | 1951年8月1日   | 署名のみ       | 1997年6月18日  |
| フィンランド                     | 1928年4月1日   | 未             | 1928年4月1日   | 1928年4月1日   | 1931年8月1日   | 1963年1月28日  | 1970年9月15日  | 1986年11月1日  |
| ブータン                         | 2004年11月25日 | 未             | 未             | 未             | 未             | 未             | 未             | 2004年11月25日 |
| ブラジル                         | 1922年2月9日   | 未             | 1922年2月9日   | 1922年2月9日   | 1933年6月1日   | 1952年6月9日   | 留保           | 1975年4月20日  |
| フランス                         | 1887年12月5日  | 1897年12月9日  | 1910年9月9日   | 1916年2月2日   | 1933年12月22日 | 1951年8月1日   | 署名のみ       | 1972年12月15日 |
| ブルガリア                       | 1921年12月5日  | 未             | 1921年12月5日  | 1921年12月5日  | 1931年8月1日   | 未             | 署名のみ       | 1974年12月4日  |
| ブルキナファソ                   | 1963年8月19日  | 未             | 未             | 未             | 未             | 1963年8月19日  | 未             | 1976年1月24日  |
| ブルネイ                         | 2006年8月30日  | 未             | 未             | 未             | 未             | 未             | 未             | 2006年8月30日  |
| ブルンジ                         | 2016年4月12日  | 未             | 未             | 未             | 未             | 未             | 未             | 2016年4月12日  |
| ベトナム                         | 2004年10月26日 | 未             | 未             | 未             | 未             | 未             | 未             | 2004年10月26日 |
| ベナン共和国                     | 1960年8月1日   | 未             | 未             | 未             | 未             | 1960年8月1日   | 留保           | 1975年3月12日  |
| ベネズエラ                       | 1982年12月30日 | 未             | 未             | 未             | 未             | 未             | 未             | 1982年12月30日 |
| ベラルーシ                       | 1997年12月12日 | 未             | 未             | 未             | 未             | 未             | 未             | 1997年12月12日 |
| ベリーズ                         | 2000年6月17日  | 未             | 未             | 未             | 未             | 未             | 未             | 2000年6月17日  |
| ペルー                           | 1988年8月20日  | 未             | 未             | 未             | 未             | 未             | 未             | 1988年8月20日  |
| ベルギー                         | 1887年12月5日  | 1897年12月9日  | 1910年9月9日   | 1921年11月4日  | 1934年10月7日  | 1951年8月1日   | 1975年2月12日  | 1999年9月29日  |
| ポーランド                       | 1920年1月28日  | 未             | 1920年1月28日  | 1920年1月28日  | 1935年11月21日 | 未             | 署名のみ       | 1990年8月4日   |
| ボスニア・ヘルツェゴビナ         | 1992年3月1日   | 未             | 未             | 未             | 留保           | 留保           | 留保           | 1992年3月1日   |
| ボツワナ                         | 1998年4月15日  | 未             | 未             | 未             | 未             | 未             | 未             | 1998年4月15日  |
| ボリビア                         | 1993年11月4日  | 未             | 未             | 未             | 未             | 未             | 未             | 1993年11月4日  |
| ポルトガル                       | 1911年3月29日  | 未             | 1911年3月29日  | 署名のみ       | 1937年7月29日  | 1951年8月1日   | 署名のみ       | 1979年1月12日  |
| ホンジュラス                     | 1990年1月25日  | 未             | 未             | 未             | 未             | 未             | 未             | 1990年1月25日  |
| マダガスカル                     | 1966年1月1日   | 未             | 未             | 未             | 未             | 1966年1月1日   | 署名のみ       | 未             |
| マダガスカル                     | 2000年8月23日  | 未             | 未             | 未             | 未             | 未             | 未             | 2000年8月23日  |
| マラウィ                         | 1991年10月12日 | 未             | 未             | 未             | 未             | 未             | 未             | 1991年10月12日 |
| マリ                             | 1962年3月19日  | 未             | 未             | 未             | 未             | 1962年3月19日  | 未             | 1977年12月5日  |
| マルタ                           | 1964年9月21日  | 未             | 未             | 未             | 1964年9月21日  | 未             | 留保           | 1977年12月12日 |
| マレーシア                       | 1990年10月1日  | 未             | 未             | 未             | 未             | 未             | 未             | 1990年10月1日  |
| ミクロネシア連邦                 | 2003年10月7日  | 未             | 未             | 未             | 未             | 未             | 未             | 2003年10月7日  |
| 南アフリカ共和国                 | 1928年10月3日  | 未             | 1928年10月3日  | 未             | 1935年5月27日  | 1951年8月1日   | 署名のみ       | 1975年3月24日  |
| メキシコ                         | 1967年6月11日  | 未             | 未             | 未             | 未             | 1967年6月11日  | 署名のみ       | 1974年12月17日 |
| モーリシャス                     | 1989年5月10日  | 未             | 未             | 未             | 未             | 未             | 未             | 1989年5月10日  |
| モーリタニア                     | 1973年2月6日   | 未             | 未             | 未             | 未             | 1973年2月6日   | 1973年2月6日   | 1976年9月21日  |
| モザンビーク                     | 2013年11月22日 | 未             | 未             | 未             | 未             | 未             | 未             | 2013年11月22日 |
| モナコ                           | 1889年5月30日  | 1897年12月9日  | 1910年9月9日   | 1915年4月20日  | 1933年6月9日   | 1951年8月1日   | 署名のみ       | 1974年11月23日 |
| モルドバ                         | 1995年11月2日  | 未             | 未             | 未             | 未             | 未             | 未             | 1995年11月2日  |
| モロッコ                         | 1917年6月16日  | 未             | 1917年6月16日  | 未             | 1934年11月25日 | 1952年5月22日  | 1971年8月6日   | 1987年5月17日  |
| モンゴル                         | 1998年3月12日  | 未             | 未             | 未             | 未             | 未             | 未             | 1998年3月12日  |
| モンテネグロ                     | 2006年6月3日   | 1897年12月9日  | 未             | 未             | 留保           | 署名のみ       | 留保           | 2006年6月3日   |
| ヨルダン                         | 1999年7月28日  | 未             | 未             | 未             | 未             | 未             | 未             | 1999年7月28日  |
| ラオス                           | 2012年3月14日  | 未             | 未             | 未             | 未             | 未             | 未             | 2012年3月14日  |
| ラトビア                         | 1995年8月11日  | 未             | 未             | 未             | 1937年5月15日  | 未             | 未             | 1995年8月11日  |
| リトアニア                       | 1994年12月14日 | 未             | 未             | 未             | 未             | 未             | 未             | 1994年12月14日 |
| リビア                           | 1976年9月28日  | 未             | 未             | 未             | 未             | 未             | 未             | 1976年9月28日  |
| リヒテンシュタイン               | 1931年7月30日  | 未             | 1931年7月30日  | 未             | 1931年8月30日  | 1951年8月1日   | 1972年5月25日  | 1999年9月23日  |
| リベリア                         | 1989年3月8日   | 1908年10月16日 | 1910年9月9日   | 1921年9月9日   | 未             | 未             | 未             | 1989年3月8日   |
| ルーマニア                       | 1927年1月1日   | 未             | 1927年1月1日   | 1927年1月1日   | 1936年8月6日   | 未             | 1970年1月29日  | 1998年9月9日   |
| ルクセンブルク                   | 1888年6月20日  | 1897年12月9日  | 1910年9月9日   | 1915年4月20日  | 1932年2月4日   | 1951年8月1日   | 署名のみ       | 1975年4月20日  |
| ルワンダ                         | 1984年3月1日   | 未             | 未             | 未             | 未             | 未             | 未             | 1984年3月1日   |
| レソト                           | 1989年9月28日  | 未             | 未             | 未             | 未             | 未             | 未             | 1989年9月28日  |
| レバノン                         | 1947年9月30日  | 未             | 未             | 未             | 1947年9月30日  | 署名のみ       | 未             | 署名のみ       |
| ロシア連邦                       | 1995年3月13日  | 未             | 未             | 未             | 未             | 未             | 未             | 1995年3月13日  |

ベルヌ条約未加盟国・地域
WTO加盟国はTRIPS協定を遵守することが義務付けられ、かつTRIPS協定ではベルヌ条約の主要原則を遵守することを求めていることから、WTOに加盟していれば、ベルヌ条約に未加盟でも拘束される点に注意が必要である。
| 国・地域名         | ベルヌ条約 | 万国著作権条約 1952年原条約 | 万国著作権条約 1971年改正 | WTO加盟          |
| ------------------ | ---------- | --------------------------- | ------------------------- | ---------------- |
| アンゴラ           | 未         | 未                          | 未                        | 1996年11月23日   |
| イラク             | 未         | 未                          | 未                        | オブザーバーのみ |
| イラン             | 未         | 未                          | 未                        | オブザーバーのみ |
| ウガンダ           | 未         | 未                          | 未                        | 1995年1月1日     |
| エチオピア         | 未         | 未                          | 未                        | オブザーバーのみ |
| エリトリア         | 未         | 未                          | 未                        | 未               |
| カンボジア         | 未         | 1953年8月3日 (加入)         | 未                        | 2004年10月13日   |
| サンマリノ         | 未         | 未                          | 未                        | 未               |
| シエラレオネ       | 未         | 未                          | 未                        | 1995年7月23日    |
| セーシェル         | 未         | 未                          | 未                        | 2015年4月26日    |
| ソマリア           | 未         | 未                          | 未                        | オブザーバーのみ |
| ナウル             | 未         | 未                          | 未                        | 未               |
| パプアニューギニア | 未         | 未                          | 未                        | 1996年6月9日     |
| パラオ             | 未         | 未                          | 未                        | 未               |
| パレスチナ         | 未         | 未                          | 未                        | 未               |
| 東ティモール       | 未         | 未                          | 未                        | 未               |
| マーシャル諸島     | 未         | 未                          | 未                        | 未               |
| 南スーダン         | 未         | 未                          | 未                        | 未               |
| ミャンマー         | 未         | 未                          | 未                        | 1995年1月1日     |
| モルディブ         | 未         | 未                          | 未                        | 1995年5月31日    |

## 各国における加盟と履行詳細

### 日本
日本は1899年4月18日、ベルヌ条約の原条約と第1回パリ改正版に同時加入し、同年7月15日より国内法を履行している。この背景として、イギリスなどとの間で幕末に締結された不平等通商条約が挙げられる。このような不平等条約を改正するための条件として、ベルヌ条約への加盟が重要だったとされる。ちなみに、日本はベルヌ条約の加盟の1ヵ月程前に、版権や写真版権などを個別に扱っていた諸条例に換えて、著作権法（いわゆる旧著作権法）を制定した。
日本においては、以下の日本語条約名と日本国固有の条約番号が用いられている。
- 第2回ベルリン改正[79]
  - 略称: なし
  - 正式名称: 文学的及美術的著作物保護修正「ベルヌ」条約
  - 番号: 明治43年条約第5号 (条約番号)、外務省公示番号なし
- 追加議定書[80]
  - 略称: なし
  - 正式名称: 文学的及美術的著作物保護修正「ベルヌ」条約追加議定書
  - 番号: 大正4年条約第1号 (条約番号)、外務省公示番号なし
- 第3回ローマ改正[81]
  - 略称: なし
  - 正式名称: 千九百八年十一月十三日「ベルリン」に於て及千九百二十八年六月二日「ローマ」に於て改正せられたる千八百八十六年九月九日の文学的及美術的著作物保護に関する「ベルヌ」条約
  - 番号: 昭和6年条約第4号 (条約番号)、外務省公示番号なし
- 第4回ブリュッセル改正[82]
  - 略称: 一九四八年にブラッセルで改正された著作権に関するベルヌ条約
  - 正式名称: 千八百八十六年九月九日に署名され、千八百九十六年五月四日にパリで補足され、千九百八年十一月十三日にベルリンで改正され、千九百十四年三月二十日にベルヌで補足され、千九百二十八年六月二日にローマで改正され及び千九百四十八年六月二十六日にブラッセルで改正された文学的及び美術的著作物の保護に関するベルヌ条約
  - 番号: 昭和49年条約第7号 (条約番号)、および昭和49年第115号 (外務省公示番号)
- 第6回パリ改正[83]
  - 略称: 一九七一年のパリで改正された著作権に関するベルヌ条約、または一九七一年にパリで改正された著作権に関するベルヌ条約
  - 正式名称: 千八百九十六年五月四日にパリで補足され、千九百八年十一月十三日にベルリンで改正され、千九百十四年三月二十日にベルヌで補足され並びに千九百二十八年六月二日にローマで、千九百四十八年六月二十六日にブリュッセルで、千九百六十七年七月十四日にストックホルムで及び千九百七十一年七月二十四日にパリで改正された千八百八十六年九月九日の文学的及び美術的著作物の保護に関するベルヌ条約
  - 番号: 昭和50年条約第4号 (条約番号)、および昭和50年第41号 (外務省公示番号)

### 欧州
2019年時点で欧州連合 (EU) 加盟国はすべてベルヌ条約も締結している。また著作権に関する各種指令をEU加盟国が遵守する義務を負っていることから、ベルヌ条約とEU指令は補完関係にある。

### アメリカ合衆国
米国がベルヌ条約に加盟したのは、原条約が発効してから1世紀以上経過した1988年であり、国内施行は1989年3月1日より開始している。米国の加盟が遅れた要因は複合的である。
原条約の起草段階では、米国も1885年の第2回ベルヌ公式会議、および1886年の第3回ベルヌ公式会議に出席していた。にもかかわらず、米国が当時の原条約に加盟しなかったのは、欧州諸国へ外交干渉しないモンロー主義が要因とされている。
ベルヌ条約は1908年の第2回ベルリン改正において、無方式主義を採用するようになった。つまり方式主義を採用していた米国にとっては、ベルヌ条約加盟のハードルが上がったことを意味する。当時の米国内では、1909年の著作権改正法が成立したものの、主な改正点は著作権の保護期間の延伸であり、方式主義は継続していた。そこで1910年、ベルヌ条約未加盟の米国とラテンアメリカ19か国は、ベルヌ条約の条件を緩和した内容のブエノスアイレス条約を採択した。このブエノスアイレス条約を基調として、万国著作権条約 (UCC) が1952年に採択され、米国もUCCに原加盟している。しかしながら当時の米国著作権法の保護水準は低く、「司法判断の際に役立たない」「時代遅れの産物」、「国際標準から取り残されている」といった批判が有識者や著作権利益擁護団体などから長年なされてきた。
ベルヌ条約批准の国内体制を整える大幅な前進となったのが、1976年の著作権改正法 (1976年制定、1978年1月1日施行) である。1976年の改正以前は連邦法が既発表著作物を、そして州法が未発表著作物の著作権をそれぞれカバーしていたが、1976年の改正によって正式に未発表著作物も連邦法による保護下に含まれることとなった。これに伴い、アメリカ合衆国著作権局 (略称: USCO) への著作物の登録も任意となっている。続いて、1988年のベルヌ条約実施法 (Berne Convention Implementation Act of 1988)を成立させ、方式主義から無方式主義への転換を完了させた。当法律が施行した1989年3月1日より、米国でもベルヌ条約が適用されるようになった。
なお、ベルヌ条約は米国内で直接効力を持たず、条約の義務は合衆国法典 第17編に収録された連邦法としての米国著作権法の範囲内で、間接的な履行がなされている。たとえば、無方式主義に転換したとは言え、著作権侵害が実際に発生して米国の裁判所に民事提訴する際には、著作権法 第411条の定めに則り、事前にその著作物を登録しておく必要がある。

### 中国
第2回ベルリン改正で規定された無方式主義は、内国民待遇と並んでベルヌ条約の重要な基本原則である。しかしベルヌ条約に1992年に加盟した中国の場合、国内法的には方式主義を続けており、ベルヌ条約の保護対象となる著作物のみ無方式主義を適用する規定を設け、二重運用している。

### アフリカ諸国
包括的な国際条約であるベルヌ条約の批准に平行して、発展途上国の多いアフリカでも地域協定で著作権を別途保護する動きが見られる。その重要な役割を果たしているのが、アフリカ知的財産機関 (OAPI) である。1962年、OAPIの前身となる知的財産保護に関する協定をフランコフォニー (フランス語圏) の12か国で締結 (於: ガボン共和国の首都リーブルヴィル) している。これは先進国と途上国に亀裂が生じたベルヌ条約ストックホルム改正の5年前に当たる。続いて1977年に中央アフリカ共和国の首都バンギにてOAPIの会合が開催され、加盟国は16か国に拡大した。さらに、TRIPS協定 (1994年署名・1995年発効) の内容を取り込んだバンギ協定 (Bangui Agreement) が2002年に発効している。バンギ協定では著作権保護期間を没後70年間と設定しており、ベルヌ条約の求める50年間を上回っているほか、著作財産権ならびに著作者人格権、著作隣接権や追及権も規定している。
なお、OAPIがフランコフォニー中心であるのに対し、英語圏を中心とした諸国はアフリカ広域知的財産機関 (ARIPO) に加盟している。ただしOAPIが著作権を対象に含むのに対し、ARIPOは知的財産の中でも産業財産権が取扱の中心となっている違いがある。